# تي جاي موران
تي جاي موران (بالإنجليزية: T. J. Moran)‏ هو صاحب مطعم وشخصية أعمال أمريكي، ولد في 30 سبتمبر 1930 في إيفانستون في الولايات المتحدة، وتوفي في 18 مايو 2015 في باتون روج في الولايات المتحدة.